# Гнойно (гмина)
Гнойно (пол. Gnojno) — сельская гмина (волость) в Польше, входит как административная единица в Буский повет, Свентокшиское воеводство. Население — 4780 человек (на 2004 год).
Площадь поверхности — 95,66 км².

## Демография
Данные по переписи 2004 года:
| Перепись                       | Всего   | Всего | Женщины | Женщины | Мужчины | Мужчины |
| ------------------------------ | ------- | ----- | ------- | ------- | ------- | ------- |
| Единицы                        | человек | %     | человек | %       | человек | %       |
| Население                      | 4780    | 100   | 2361    | 49,4    | 2419    | 50,6    |
| Плотность населения (чел./км²) | 50      | 50    | 24,7    | 24,7    | 25,3    | 25,3    |

## Соседние гмины
1. Гмина Буско-Здруй
2. Гмина Хмельник
3. Гмина Пежхница
4. Гмина Стопница
5. Гмина Шидлув
6. Гмина Тучемпы